# 夕凪Union
「夕凪Union」（ゆうなぎユニオン）は、Dragon Ashの15枚目のシングル。2005年7月13日発売。発売元はMOB SQUAD。

## 解説
- 「crush the window」から1ヶ月ぶり新曲。
- C/W曲「SPRIGGAN」はKjがマンガの「スプリガン」を読み感動して作曲。

## 収録曲
作詞：Kj　作曲・編曲：:Dragon Ash
1. 夕凪Union
2. Round Up
3. SPRIGGAN

## 収録アルバム
＃1
- 『Río de Emoción』（2005年9月7日）
- 『The Best of Dragon Ash with Changes Vol.2』（2007年9月5日）

＃2
- 『Río de Emoción』（2005年9月7日）